# Джулеп
Ментов джулеп е алкохолен коктейл, приготвян от листа от мента, захар и бърбън. Добавя се сода и ситно натрошен лед. Консумира се в охладена чаша колинс или хайбол. Произхожда от южната част на САЩ и наподобява мохито.